# Syracuse, New York
Syracuse (/ sɪrəkju ː s / hoặc địa phương / sɛrəkju ː s /) là một thành phố quận lỵ của quận Onondaga, bang New York, Hoa Kỳ, là thành phố lớn nhất với tên gọi "Syracuse" ở Mỹ, và là thành phố lớn thứ năm trong tiểu bang. Theo điều tra dân số 2010, dân số thành phố là 145.170 người, (làm cho nó là thành phố lớn thứ 170 ở Hoa Kỳ) và khu vực đô thị có dân số 742.603 người. Đây là trung tâm kinh tế và giáo dục của Trung New York, một khu vực với hơn một triệu cư dân. Syracuse có một phức hợp hội nghị và trung tâm thành phố, trực tiếp về phía tây của thành phố, trung tâm triển lãm Empire Expo Center, nơi tổ chức hàng năm Đại hội chợ bang New York. Thành phố này có nguồn gốc tên của nó từ Siracusa, một thành phố trên bờ biển phía đông của đảo Sicilia Ý.
Thành phố có vai trò là một ngã tư lớn trong hai thế kỷ vừa qua, lần đầu tiên giữa các kênh Erie và các kênh rạch chi nhánh của nó, sau đó của mạng lưới đường sắt. Hôm nay, Syracuse là nằm ở giao lộ của Interstates 81 và 90, và sân bay của nó là lớn nhất trong khu vực. Syracuse có Đại học Syracuse, một trường đại học nghiên cứu lớn, cũng như các trường cao đẳng nhỏ hơn và một số trường chuyên nghiệp. Trong năm 2010 tạp chí Forbes đánh giá Syracuse thứ 4 trong 10 địa điểm hàng đầu để sinh sống cùng gia đình. 